# Borough d'Aberconwy
Pour les articles homonymes, voir Aberconwy.
Le borough d’Aberconwy (borough of Aberconwy en anglais) est une ancienne zone de gouvernement local de deuxième niveau du pays de Galles.
Créé au 1er avril 1974 au sein du comté du Gwynedd par le Local Government Act 1972, il est aboli le 31 mars 1996 en vertu du Local Government (Wales) Act 1994. Avec une partie du borough de Colwyn, son territoire est constitutif du borough de comté d’Aberconwy and Colwyn institué à partir du 1er avril 1996.

## Géographie
Le territoire du borough relève des comtés administratifs de Caernarvon et de Denbigh. Au 1er avril 1974, il constitue, avec les districts d’Arfon, de la Dwyfor, de l’Isle of Anglesey et de Meirionnydd, le comté du Gwynedd, zone de gouvernement local de premier niveau créée par le Local Government Act 1972,.
Alors que le borough admet 48 995 habitants au recensement de 1981, 50 224 résidents sont comptabilisés lors du recensement de 1991. La superficie du territoire du borough est évaluée à 149 738 acres en 1978,,.

## Toponymie
Simplement défini par un ensemble de territoires par le Local Government Act 1972, le district prend le nom officiel d’Aberconwy en vertu du Districts in Wales (Names) Order 1973, un décret en Conseil du 8 janvier 1973 pris par le secrétaire d’État pour le Pays de Galles,.
Ainsi, le borough tient son appellation de l’expression galloise d’Aberconwy, qui signifie littéralement « bouche de la Conwy ».

## Histoire
Le district d’Aberconwy est érigé au 1er avril 1974 à partir des territoires suivants, :
- le borough municipal de Conwy ;
- le district urbain de Betws-y-Coed ;
- le district urbain de Llandudno ;
- le district urbain de Llanrwst ;
- le district urbain de Llanfairfechan ;
- le district urbain de Penmaenmawr ;
- le district rural d’Aled, pour partie (paroisse de Llansantffraid Glan Conway) ;
- le district rural de Hiraethog, pour partie (paroisses d’Eglwysbach, de Llanddoget, de Llanrwst Rural et de Tir Ifan) ;
- et le district rural de Nant Conway.

Alors que la notion de borough municipal est abolie par le Local Government Act 1972, le statut de borough est conféré au nouveau district par un décret en Conseil du 19 janvier 1976, avec une entrée en vigueur rétroactive au 1er avril 1974. Il est ainsi permis à la zone de gouvernement local de s’intituler « borough d’Aberconwy » (borough of Aberconwy en anglais) tandis que son assemblée délibérante prend le nom de « conseil de borough d’Aberconwy » (Aberconwy Borough Council en anglais) au sens de la section 21 du Local Government Act 1972,.
Le borough est aboli au 31 mars 1996 par le Local Government (Wales) Act 1994, son territoire relevant désormais du borough de comté d’Aberconwy and Colwyn au sens de la loi.